# Стешенко Сергій Петрович
Сергі́й Петрович Стеше́нко  ( 5 липня 1908 — 22 березня 1973) — український театральний декоратор.

## Біографічні відомості
Родом із Харківщини. 1929 року закінчив Харківський художній інститут. Учень Семена Прохорова й Івана Падалки.

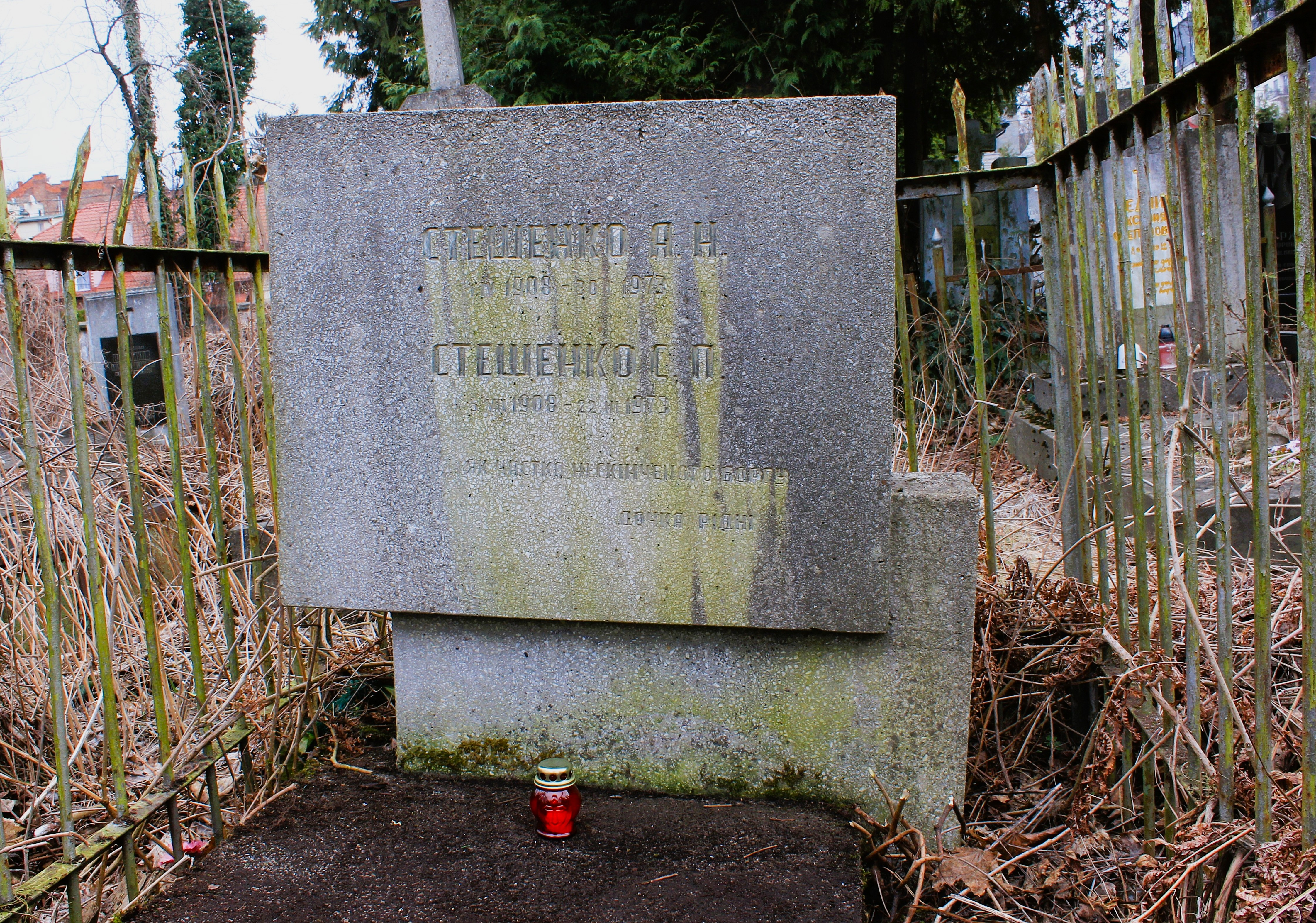
Нагробок на могилі художника Сергія Стешенка.

Помер у Львові, похований на 85 полі Личаківського цвинтаря.
Виконав ескізи декорацій і ляльок до вистав:
- у Львівському театрі ляльок:
  - «Снігова королева» Ганса Андерсена (1945),
  - «Одруження» Миколи Гоголя (1952),
  - «Ріккі-Тіккі-Таві» Редьярда Кіплінга (1958),
- у Волинському українському музично-драматичному театрі:
  - «Два клени» Євгена Шварца (1957),
  - «Ой, не ходи, Грицю…» Михайла Старицького (1958) та ін.

## Відзнаки
Нагороджений медаллю «За трудову доблесть».